# Sociale zekerheid
Sociale zekerheid is een publiek stelsel dat bedoeld is om inkomen of verzorging te garanderen voor natuurlijke personen of gezinnen (of andere samenlevingsvormen) die, tijdelijk of blijvend, niet (langer) in staat worden geacht om zelf in (voldoende) inkomen of verzorging te voorzien. Dat geldt bijvoorbeeld bij pensioen, ziekte, arbeidsongeschiktheid, overlijden van naasten of werkloosheid.

## Vormen van sociale zekerheid
Sociale zekerheid kan de vorm aannemen van een uitkering, een meestal periodiek verstrekte som geld, of van een voorziening, die uit een dienst (zoals verzorging) of een product (zoals een rolstoel) kan bestaan. Een modern voorbeeld van een sociale voorziening is het persoonsgebonden budget dat de ontvanger naar eigen keuze aan bepaalde diensten en producten kan besteden. Een ouder voorbeeld is de voedselbon.
Een uitkering kan het karakter hebben van een verzekering tegen loonderving of van een bestaansgarantie. Combinaties van beide komen ook voor. Aan een uitkering is doorgaans de voorwaarde verbonden dat de ontvanger al het mogelijke doet om weer zelf in zijn inkomen te gaan voorzien. Bij een bestaansgarantie wordt veelal getoetst of de ontvanger eigen vermogen heeft. Ook kan van belang zijn of men met iemand anders een gezamenlijke huishouding voert. Ook kan het bedrag verschillen per woonsituatie.
Een bijzondere uitkering, waarbij geen enkele voorwaarde wordt gesteld en die dus iedereen ontvangt, is het basisinkomen.
In veel landen, waaronder België en Nederland, wordt de sociale zekerheid gefinancierd middels sociale premies en belastingen.

## Sociale-zekerheidsrecht
Het sociale-zekerheidsrecht regelt, als onderdeel van het bestuursrecht, de rechten en verplichtingen van degenen die een rol hebben met betrekking tot sociale zekerheid (werkgevers, werknemers, werklozen, arbeidsongeschikten, ouderen en zelfstandigen).

## Internationale aspecten
Het sociaal-zekerheidsrecht is in beginsel nationaal recht. Dit wil zeggen dat ieder land zijn eigen stelsel met specifieke rechten en plichten kent. Met name indien een verzekerde grensoverschrijdend werkzaam is, kunnen deze zelfstandige, nationale stelsels met elkaar conflicteren. Zo zou een werknemer die in twee landen werkt in beide landen sociaal verzekerd kunnen zijn (en in beide landen sociale premies verschuldigd zijn). Ook de omgekeerde situatie zou zich in theorie kunnen voordoen: een werknemer die in twee landen werkt, is in geen van beide landen sociaal verzekerd. Om dit soort conflicten te beperken, kunnen staten zogenoemde sociale-zekerheidsverdragen met elkaar aangaan. Binnen de Europese Unie is echter vooral een specifieke verordening van belang, namelijk Verordening 883/2004. Deze verordening heeft in beginsel voorrang boven eventuele bilaterale verdragen. Een belangrijk uitgangspunt van zowel verdragen als de verordening is dat de verzekerde uitsluitend in één land sociaal verzekerd is.

## Economisch aspect
Het sociaal-zekerheidsrecht is een automatische stabilisator van de economie. Als mensen in inkomen terugvallen, zullen hun bestedingen toch vrij stabiel blijven, waardoor de economie minder schommelingen zal hebben.

## Sociale zekerheid naar land
- Sociale zekerheid (België)
- Sociale zekerheid (Nederland)
- Sociale zekerheid in de Verenigde Staten